# Ron McLarty
Ron McLarty (* 26. April 1947 in Providence, Rhode Island; † 8. Februar 2020 in New York City) war ein US-amerikanischer Schauspieler und Schriftsteller.

## Leben
McLarty machte 1969 seinen Bachelorabschluss am Rhode Island College und feierte 1972 sein Broadwaydebüt an der Seite von James Woods und Christopher Guest in einer Produktion von Michael Wellers Moonchildren. In Michael Winners Horrorfilm Hexensabbat hatte er 1977 sein Debüt auf der großen Leinwand.
Bekanntheit beim US-amerikanischen Fernsehpublikum erlangte er Mitte der 1980er Jahre als Sgt. Frank Belson in der zwischen 1985 und 1988 ausgestrahlten Krimiserie Spenser an der Seite on Robert Urich und Avery Brooks. 1990 erhielt er eine der Hauptrollen in der von Steven Bochco erdachten Serie Cop Rock; diese wurde jedoch bereits nach wenigen Episoden eingestellt und von der Programmzeitschrift TV Guide in der Folge zu den schlechtesten Fernsehserien aller Zeiten gezählt. Um den Jahrtausendwechsel spielte McLarty die wiederkehrende Rolle des Richters William Wright in Law & Order. Zudem wirkte er in Gastrollen in zahlreichen Serien mit, darunter Sex and the City, Für alle Fälle Amy und Person of Interest. McLarty war gelegentlich auch in Spielfilmen zu sehen; Nebenrollen hatte er unter anderem in Sodbrennen neben Meryl Streep und Jack Nicholson sowie in Kevin Costners Filmflop Postman. Seinen letzten Filmauftritt absolvierte er 2014 an der Seite von Bill Murray und Melissa McCarthy in St. Vincent.
Neben seiner Tätigkeit als Schauspieler arbeitete McLarty zudem als Hörspielsprecher und las zahlreiche Hörbücher bekannter Autoren wie Stephen King, David Baldacci und Elmore Leonard ein. Er verfasste auch eigene Romane, für die er jedoch zunächst keinen Verlag gewinnen konnte. Für Die unglaubliche Reise des Smithy Ide, sein drittes Buch,  gelang es ihm, seinen Hörbuchverlag zu überzeugen, es ihn einlesen zu lassen; die Aufnahme geriet in die Hände von Stephen King, der das Hörbuch 2003 in seiner Entertainment-Weekly-Kolumne vorstellte und pries. Dies führte zu einer enormen Nachfrage nach McLartys Werken und in der Folge wurden diese von Penguin Books verlegt. Darüber hinaus verkaufte er die Filmrechte an Warner Bros. Entertainment und verfasste auch ein Drehbuch, zur Verfilmung kam es allerdings nicht.
McLarty war seit 2004 in zweiter Ehe mit der Schauspielerin Kate Skinner verheiratet, nachdem seine erste Ehefrau 2002 den Folgen einer Krebserkrankung erlegen war. Aus der ersten Ehe gingen drei Kinder hervor.

## Filmografie (Auswahl)

### Fernsehen
- 1985–1988: Spenser (Spenser: For Hire)
- 1990: Cop Rock
- 1991–2008: Law & Order
- 2000: Sex and the City
- 2003: Für alle Fälle Amy (Judging Amy)
- 2003: Practice – Die Anwälte (The Practice)
- 2005: Law & Order: Trial by Jury
- 2006: Law & Order: Special Victims Unit
- 2013: Person of Interest

### Film
- 1977: Hexensabbat (The Sentinel)
- 1978: Heißes Blut (Bloodbrothers)
- 1984: Flamingo Kid (The Flamingo Kid)
- 1986: Sodbrennen (Heartburn)
- 1997: Postman (The Postman)
- 2010: Woher weißt du, dass es Liebe ist (How Do You Know)
- 2014: St. Vincent

## Broadway
- 1972: Moonchildren
- 1991: Our Country’s Good

## Auszeichnungen
- 1984: CableACE-Award-Nominierung in der Kategorie Actor in a Dramatic or Theatrical Program für Tiger Town

## Werke (Auswahl)
- 2006: Die unglaubliche Geschichte des Smithy Ide
- 2008: Weil ich dich nicht vergessen kann